# Super Bowl X
Il Super Bowl X è stata una partita di football americano tra i campioni della National Football Conference (NFC), i Dallas Cowboys e quelli della American Football Conference (AFC), i Pittsburgh Steelers per decidere il campione della National Football League (NFL) per la stagione 1975. Gli Steelers sconfissero i Cowboys con un punteggio di 21–17 aggiudicandosi il loro secondo Super Bowl consecutivo. Furono la terza squadra ad aggiudicarsi la vittoria per due anni di fila (i Miami Dolphins vinsero i Super Bowl VII e VIII e i Green Bay Packers i Super Bowl I e II).
La gara si tenne al Miami Orange Bowl a Miami, Florida, il 18 gennaio 1976, uno dei primi eventi nazionali maggiori in cui fu festeggiato il bicentenario degli Stati Uniti. Sia lo spettacolo pre-partita che quello di metà gara celebrarono l'evento, mentre i giocatori di entrambe le squadre portarono una toppa con il logo del bicentenario.
Il Super Bowl X fu uno scontro di stili tra gli Steelers e i Cowboys, che erano, all'epoca, le due squadre più popolari della lega. Gli Steelers, dominando gli avversari con la loro difesa chiamata "Steel Curtain" e il gioco sulle corse, terminarono la stagione regolare guidando la lega con un record di 12–2 e batterono i Baltimore Colts e gli Oakland Raiders nei playoff. I Cowboys divennero la prima wild card della NFC a raggiungere il Super Bowl dopo un record di 10-4 nella stagione regolare e vittorie nei playoff su Minnesota Vikings e Los Angeles Rams.
In svantaggio per 10–7 nel quarto periodo, gli Steelers segnarono 14 punti consecutivi, incluso un touchdown su una ricezione da 64 yard del wide receiver Lynn Swann. I Cowboys accorciarono il punteggio sul 21–17 nel finale di gara con una ricezione da 34 in touchdown del wide receiver Percy Howard. La safety di Pittsburgh Glen Edwards però interruppe il tentativo di rimonta di Dallas con un intercetto nella end zone mentre il tempo stava scadendo. Swann, che ricevette quattro passaggi per un record del Super Bowl di 161 yard e un touchdown, divenne il primo wide receiver a essere nominato MVP del Super Bowl.

## Formazioni titolari
| Dallas              | Ruolo | Pittsburgh      |
| ------------------- | ----- | --------------- |
| Attacco             |       |                 |
| Drew Pearson        | WR    | Frank Lewis     |
| Ralph Neely         | LT    | Jon Kolb        |
| Burton Lawless      | LG    | Jim Clack       |
| John Fitzgerald     | C     | Ray Mansfield   |
| Blaine Nye          | RG    | Gerry Mullins   |
| Rayfield Wright     | RT    | Gordon Gravelle |
| Jean Fugett         | TE    | Larry Brown     |
| Golden Richards     | WR    | Lynn Swann      |
| Roger Staubach      | QB    | Terry Bradshaw  |
| Preston Pearson     | HB    | Rocky Bleier    |
| Robert Newhouse     | FB    | Franco Harris   |
| Difesa              |       |                 |
| Ed "Too Tall" Jones | LE    | L.C. Greenwood  |
| Larry Cole          | LDT   | Joe Greene      |
| Jethro Pugh         | RDT   | Ernie Holmes    |
| Harvey Martin       | RE    | Dwight White    |
| Dave Edwards        | LOLB  | Jack Ham        |
| Lee Roy Jordan      | MLB   | Jack Lambert    |
| D.D. Lewis          | ROLB  | Andy Russell    |
| Mel Renfro          | LCB   | Mel Blount      |
| Mark Washington     | RCB   | J.T. Thomas     |
| Charlie Waters      | SS    | Glen Edwards    |
| Cliff Harris        | FS    | Mike Wagner     |